# 张雪轩
张雪轩（1907年—1963年），男，辽宁宽甸人，中华人民共和国政治人物，曾任辽宁省人民政府副主席，辽宁省人民委员会副省长。